# Hesperevax acaulis
Hesperevax acaulis là một loài thực vật có hoa trong họ Cúc. Loài này được (Kellogg) Greene mô tả khoa học đầu tiên năm 1897.